# JT Marvelous 2018-2019
Questa voce raccoglie le informazioni riguardanti le JT Marvelous nella stagione 2018-2019.

## Organigramma societario
Area direttiva
- Presidente: Masami Norimune

Area tecnica
- Allenatore: Tomoko Yoshihara
- Assistente allenatore: Yoshiaki Tanyama, Baba Daitaku, Shinnosuke Uehara, Kentaro Matsuda
- Scoutman: Kaho Miyagi

## Rosa
| N° | Nome                  | Ruolo | Data di nascita  | Nazionalità sportiva |
| -- | --------------------- | ----- | ---------------- | -------------------- |
| 1  | Aika Akutagawa        | C     | 3 aprile 1991    | Giappone             |
| 2  | Kotona Hayashi        | S     | 13 novembre 1999 | Giappone             |
| 3  | Anna Ogawa            | C     | 6 ottobre 1995   | Giappone             |
| 4  | Yuka Kitsui           | S     | 15 gennaio 1997  | Giappone             |
| 5  | Mika Shibata          | P     | 7 giugno 1994    | Giappone             |
| 6  | Mizuki Tanaka         | S     | 28 gennaio 1996  | Giappone             |
| 7  | Misaki Tanaka         | P     | 28 dicembre 1991 | Giappone             |
| 8  | Kaewkalaya Kamulthala | C     | 7 agosto 1994    | Thailandia           |
| 9  | Brankica Mihajlović   | S     | 13 aprile 1991   | Serbia               |
| 10 | Megumi Kurihara       | S     | 31 luglio 1984   | Giappone             |
| 11 | Yūka Meguro           | C     | 16 gennaio 1996  | Giappone             |
| 12 | Chiyo Fukagaya        | L     | 26 agosto 1996   | Giappone             |
| 13 | Yuki Nishikawa        | S     | 4 settembre 2000 | Giappone             |
| 14 | Hickman Justice       | S     | 9 ottobre 1999   | Giappone             |
| 15 | Mako Kobata           | L     | 15 agosto 1992   | Giappone             |
| 16 | Misa Yamamoto         | P     | 12 dicembre 1996 | Giappone             |
| 17 | Sakura Kanda          | C     | 27 aprile 2000   | Giappone             |
| 18 | Risa Hashimoto        | C     | 9 giugno 1997    | Giappone             |
| 19 | Aki Momii             | P     | 7 ottobre 2000   | Giappone             |

## Statistiche

### Statistiche dei giocatori
| Giocatrice    | V.League Division 1 | V.League Division 1 | V.League Division 1 | V.League Division 1 | V.League Division 1 |
| Giocatrice    | P                   | PT                  | AV                  | MV                  | BV                  |
| ------------- | ------------------- | ------------------- | ------------------- | ------------------- | ------------------- |
| A. Akutagawa  | 30                  | 282                 | 200                 | 59                  | 23                  |
| C. Fukagaya   | 8                   | 0                   | 0                   | 0                   | 0                   |
| R. Hashimoto  | 13                  | 0                   | 0                   | 0                   | 0                   |
| K. Hayashi    | 30                  | 268                 | 243                 | 18                  | 7                   |
| H. Justice    | 14                  | 3                   | 3                   | 0                   | 0                   |
| K. Kamulthala | 30                  | 107                 | 77                  | 25                  | 5                   |
| S. Kanda      | -                   | -                   | -                   | -                   | -                   |
| Y. Kitsui     | 30                  | 41                  | 24                  | 1                   | 16                  |
| M. Kobata     | 30                  | 0                   | 0                   | 0                   | 0                   |
| M. Kurihara   | 29                  | 37                  | 30                  | 5                   | 2                   |
| Y. Meguro     | 30                  | 61                  | 49                  | 5                   | 7                   |
| B. Mihajlović | 29                  | 699                 | 655                 | 26                  | 18                  |
| A. Momii      | -                   | -                   | -                   | -                   | -                   |
| Y. Nishikawa  | -                   | -                   | -                   | -                   | -                   |
| A. Ogawa      | 30                  | 59                  | 45                  | 11                  | 3                   |
| M. Shibata    | 30                  | 11                  | 5                   | 1                   | 5                   |
| Mis. Tanaka   | 30                  | 50                  | 26                  | 10                  | 14                  |
| Miz. Tanaka   | 30                  | 486                 | 442                 | 22                  | 22                  |
| M. Yamamoto   | 27                  | 3                   | 0                   | 0                   | 3                   |

P = presenze; PT = punti totali; AV = attacchi vincenti; MV = muri vincenti; BV = battute vincenti

NB: Non sono disponibili i dati relativi alla Coppa dell'Imperatrice, al Torneo Kurowashiki e di conseguenza quelli totali